# Atentado de Bishopsgate (1993)
O atentado de Bishopsgate ocorreu a 24 de abril de 1993, quando o Exército Republicano Irlandês Provisório (IRA) detonou um caminhão-bomba em Bishopsgate, uma importante via no distrito financeiro de Londres. Alertas telefônicos sobre o atentado foram enviados cerca de uma hora antes, mas um fotógrafo de notícias morreu e 44 pessoas ficaram feridas na explosão, com fatalidades minimizadas devido ao ataque ter ocorrido a um sábado, dia de menor afluência. A explosão destruiu a igreja vizinha de St Ethelburga, a estação Liverpool Street e a Torre NatWest.
Como resultado do bombardeio, que aconteceu pouco mais de um ano após o atentado da Baltic Exchange (que se localiza próximo de onde ocorreu este ataque, um "anel de aço" foi implementado para proteger a cidade, e muitas empresas introduziram planos de recuperação em desastres em caso de novos ataques ou desastres semelhantes. Um total de 350 milhões de libras (equivalente a 710 milhões de libras em 2023) foram gastos na reparação de danos. Em 1994, os detetives acreditavam conhecer as identidades dos bombistas do IRA, mas não possuíam provas suficientes para os prender.

## Contexto histórico
Desde o início de sua campanha paramilitar, no início da década de 70, o IRA realizou vários ataques á bomba contra alvos militares, políticos e comerciais na própria Inglaterra. Ao bombardear alvos comerciais, a organização procurou prejudicar a economia britânica, causando graves perturbações. O IRA acreditava que os ataques pressionariam o governo britânico a negociar a sua retirada da Irlanda do Norte, vendo a pressão na sua população e sua economia crescendo. No início de 1993, o processo de paz na Irlanda do Norte encontrava-se numa fase delicada, com várias tentativas em curso de mediação de um cessar-fogo com o IRA. Gerry Adams, do partido Sinn Féin, e John Hume, do Partido Social-Democrata e Trabalhista, mantiveram um diálogo privado desde 1988, com vista a estabelecer uma ampla coligação nacionalista irlandesa. O primeiro-ministro britânico, John Major, recusou-se a iniciar negociações abertas com o Sinn Féin até que o IRA declarasse um cessar-fogo. Com os fracos desenvolvimentos de um cessar-fogo, o risco de um ataque do IRA a cidade de Londres aumentou, resultando na criação e circulação de um aviso a todas as autoridades na Grã-Bretanha, destacando relatórios de inteligência britânica sobre um possível ataque, pois considerou-se que o IRA tinha os meios necessários para lançar uma campanha de terror sustentado na Inglaterra. Em 10 de abril de 1992, o IRA detonou um caminhão-bomba do lado de fora do Baltic Exchange, em St. Mary Axe, Londres. O atentado à Baltic Exchange causou aproximadamente 800 milhões de libras em danos (equivalente a 2,09 mil milhões de libras em 2023), 200 milhões de libras a mais do que o total de danos causados pelas mais de 10.000 explosões que ocorreram durante os conflitos na Irlanda do Norte até ao atentado em questão.

## Atentado
Em março de 1993, um caminhão basculante Iveco foi roubado em Newcastle-under-Lyme, Staffordshire, e foi repintado de branco para azul escuro. Uma bomba ANFO de 1 tonelada fabricada pela Brigada "South Armagh" foi contrabandeada para a Inglaterra e colocada no caminhão roubado, escondida sob uma camada de asfalto. Por volta das 9 na manhã do dia 24 de abril, dois membros do IRA conduziram o camião até Bishopsgate. Eles estacionaram o caminhão em frente ao edifício número 99 do Bishopsgate, um arranha-céus que era então a sede do banco HSBC no Reino Unido, deixando a área em um carro dirigido por um cúmplice. Uma série de avisos telefônicos foram então enviados de uma cabine telefônica em Forkhill, do Condado de Armagh, na Irlanda do Norte, com o autor da chamada usando uma palavra-código reconhecida do IRA e declarando "[há] uma bomba enorme... limpem uma área ampla". Os primeiros avisos foram enviados cerca de uma hora antes da bomba detonar. Dois policiais já estavam fazendo investigações no caminhão quando os avisos foram recebidos, e a polícia começou a evacuar a área, suspeitando do caminhão "abandonado".

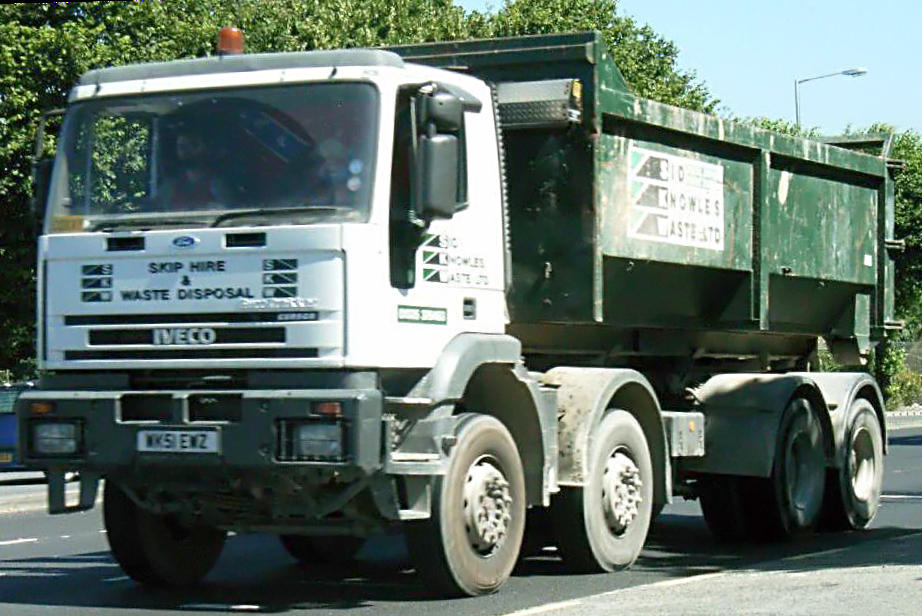
Um caminhão basculante Iveco, do tipo utilizado no atentado

A bomba explodiu às 10:27 da manhã do mesmo dia, causando grandes danos a edifícios ao longo de um trecho significativo do local. A explosão levantou uma nuvem de cogumelo que pôde ser vista em grande parte de Londres e abriu uma cratera de 4,5 metros de largura na rua. Edifícios a até 500 metros de distância foram danificados, com 140.000 m² de espaço de escritórios sendo afetados e mais de 500 toneladas de vidro quebrado sendo espalhado pelas ruas e edíficios. A Torre NatWest, na época o arranha-céu mais alto da cidade, foi uma das estruturas gravemente danificadas, com muitas janelas no lado leste da torre totalmente destruídas; um jornal descreveu-a como "buracos negros perfurando os seus cinquenta e dois andares, como uma boca cheia de dentes podres". Os danos estenderam-se até à estação Liverpool Street a norte e até rua Threadneedle, a sul do local. A igreja de St Ethelburga, localizada a sete metros do rebentamento, desabou totalmente como resultado da explosão. O custo do reparo foi estimado na época em 1 bilhão de libras. As baixas humanas foram mínimas, pois era uma manhã de sábado e a cidade estava normalmente ocupada por apenas um pequeno número de moradores, funcionários de escritório, seguranças e pessoal de manutenção. Quarenta e quatro pessoas ficaram feridas pela bomba e o fotógrafo do Jornal News of the World, Edward Henty, foi morto após ignorar os avisos da polícia e correr para o local. O caminhão-bomba produziu uma potência explosiva de 1.200 kg de TNT.

## Reação

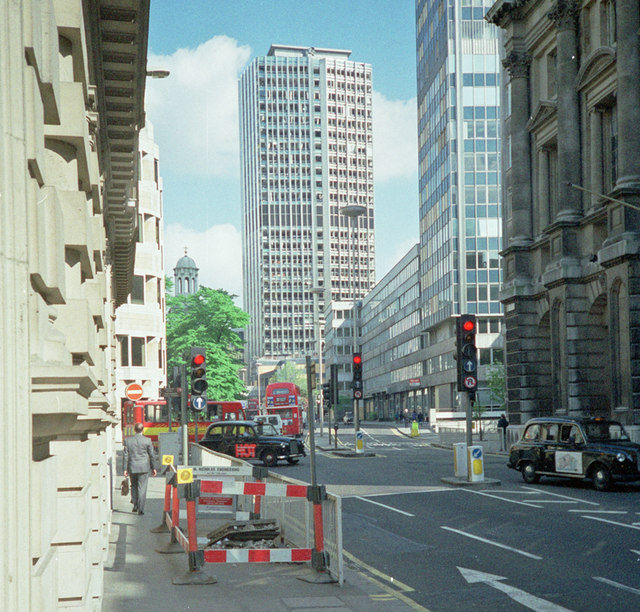
O edifício 99 Bishopsgate, que foi danificado e perdeu a maior parte dos seus vidros no atentado

A comunidade empresarial da região e os mídia apelaram a uma maior segurança em Londres, com alguns apelando a "um enclave murado de estilo medieval para evitar ataques terroristas". O major McWilliams e o chanceler do Tesouro, Norman Lamont, fizeram declarações públicas de que os negócios continuariam normalmente na cidade e que o atentado de Bishopsgate não teria um efeito duradouro. Mais tarde, Major deu um relato sobre a posição pública tomada por seu governo sobre o atentado:

Francamente, pensámos que era provável que encerrasse todo o processo. E dissemos-lhes repetidamente que era esse o caso. Eles presumiram que se bombardeassem e pressionassem os britânicos em Bishopsgate ou com algum outro ultraje, isso afetaria a nossa posição negocial em seu benefício. Nesse julgamento eles estavam totalmente errados. Cada vez que faziam isso, dificultavam e não facilitavam qualquer movimento em direção a um acordo. Eles endureceram a nossa atitude, embora acreditassem que as suas ações a suavizariam. Este é um erro fundamental que o IRA cometeu com os sucessivos governos britânicos ao longo do último quarto de século.
A reacção do IRA apareceu na edição de 29 de Abril do An Phoblacht, destacando que bombistas exploraram uma falha de segurança. Houve também uma mensagem da liderança do IRA, apelando ao "Governo britânico para aproveitar a oportunidade e tomar as medidas necessárias para pôr fim à sua guerra fútil e dispendiosa na Irlanda. Mais uma vez, enfatizamos que eles devem seguir o caminho da paz ou resignar-se ao caminho da guerra". A organização também tentou aplicar pressão indireta ao governo britânico, com uma declaração enviada a empresas estrangeiras não americanas na cidade de Londres, alertando que:

Ninguém deve ser induzido a subestimar a intenção do IRA de organizar futuros ataques planeados ao coração político e financeiro do Estado britânico... No contexto das actuais realidades políticas, novos ataques à cidade de Londres e noutros locais são inevitáveis. Sentimos que devemos transmitir isso diretamente a você, para permitir que você tome decisões totalmente informadas.
O diretor da City of London Corporation pediu a demolição dos edifícios danificados no ataque, incluindo a Torre NatWest, vendo uma oportunidade de construir uma nova estrutura de última geração como um símbolo de desafio ao IRA. Os seus comentários e ideias sobre a reconstrução não foram apoiados pela própria corporação, que observou que a Torre NatWest e outros edíficios era partes integrantes do horizonte da cidade.

## Consequências

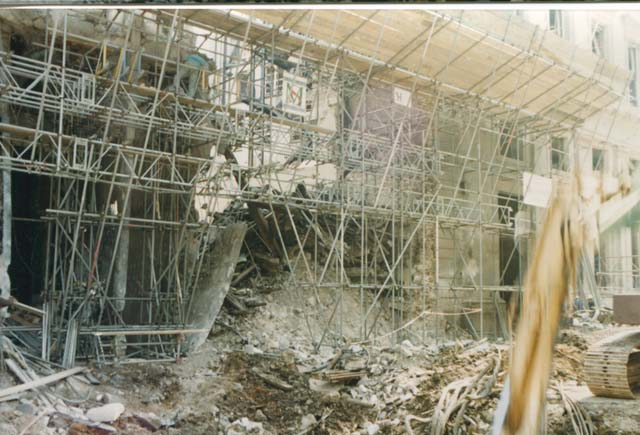
A igreja da cidade de St Ethelburga's Bishopsgate, gravemente danificada no ataque.

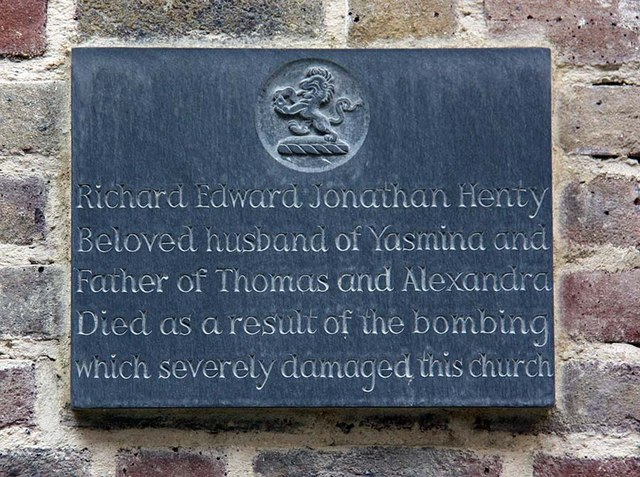
Monumento ao jornalista Ed Henty, a única vítima fatal do atentado

Em Maio de 1993, a Polícia de Londres confirmou um cordão de segurança planeado para a cidade, concebido pelo seu comissário Owen Kelly, e em 3 de Julho de 1993 foi introduzido o "anel de aço" (conhecido oficialmente como Traffic and Environmental Zone". A maioria das rotas de acesso à cidade foram fechadas ou transformadas em saídas exclusivas, com as rotas restantes tendo postos de controle controlados por policiais armados. Também foram introduzidas câmaras de CCTV para monitorizar os veículos que entram na área, incluindo duas câmaras em cada ponto de entrada – uma para ler a matrícula do veículo e outra para monitorizar/gravar o condutor e os passageiros. Mais de 70 câmeras controladas pelas autoridades monitoravam toda a cidade, mas para aumentar a cobertura das áreas públicas, o programa "Camera Watch" foi lançado em setembro de 1993, procurando encorajar a cooperação na vigilância entre a polícia e outras autoridades da cidade, empresas privadas dos vários setores e a Corporação de Londres. Em 1996, 3 anos após o lançamento do projeto, já estavam operacionais na cidade mais de 1000 câmaras em 376 sistemas separados.
O atentado fez com que diversas empresas mudassem suas práticas de trabalho e elaborassem planos para lidar com quaisquer incidentes futuros. Devido a força da explosão, documentos encheram as ruas, arrancados dos prédios. A polícia destruiu todos os documentos recolhidos da rua. Isto levou os gestores de risco a exigirem uma política de “mesa limpa” no final de cada dia de trabalho para melhorar a segurança da informação. O ataque também levou as empresas financeiras da região (especialmente britânicas e americanas) a preparar planos de recuperação em desastres, para uso em caso de ataques futuros.
O primeiro atentado ao World Trade Center em Fevereiro de 1993, causou a falência de 40% das empresas afetadas num prazo de dois anos após o ataque, de acordo com um relatório dos analistas da IDC.</ref> Como resultado dos ataques à bomba do Baltic Exchange e do Bishopsgate, as empresas sediadas na cidade estavam bem preparadas para lidar com as consequências dos ataques de 11 de setembro. A estimativa inicial de 1 bilhão de libras em danos foi posteriormente rebaixada, e o custo total da reconstrução foi de 350 milhões de libras (equivalente a 910 milhões de libras em 2023). Os pagamentos subsequentes por parte das companhias de seguros resultaram em perdas pesadas, causando uma crise no sector, incluindo o quase colapso do mercado do Lloyd's of London. Um esquema de seguro apoiado pelo governo, conhecido como Pool Re, foi posteriormente introduzido na Grã-Bretanha, com o governo a agir como um "ressegurador de último recurso" para perdas superiores a 75 milhões de libras (equivalente a 200 milhões de libras em 2023).
O atentado, que custou 3.000 libras, foi o último grande ataque na Inglaterra durante esta fase do conflito da Irlanda do Norte. A campanha de bombardeamento do centro financeiro do Reino Unido, descrita pelo autor e jornalista Ed Moloney como "possivelmente a táctica militar mais bem-sucedida [do IRA] desde o início dos conflitos", foi suspensa pela organização para permitir que o progresso político feito por Gerry Adams e John Hume continuasse sem problemas. O IRA continuou a realizar uma série de ataques menores com bombas e morteiros na Inglaterra durante o resto de 1993 e no início de 1994, antes de declarar um cessar completo de atividades militares a 31 de agosto de 1994. O cessar-fogo terminou em 9 de fevereiro de 1996 (pouco menos de 2 anos depois), quando duas pessoas foram mortas no bombardeio do IRA em London Docklands.

## Eventos subsequentes
Em julho de 2000, foi anunciado que a revista Punch seria processada por desacato ao tribunal, após publicar um artigo do ex-oficial do MI5 David Shayler. O artigo afirmava que o MI5, a organização de espionagem interna britânica, poderia ter impedido o ataque de Bishopsgate, o que um porta-voz do procurador-geral alegou ser uma violação de uma liminar judicial de 1997 que impedia Shayler de divulgar informações sobre questões de segurança ou inteligência nacionais. Em Novembro de 2000, a Punch e o seu editor, James Steen, foram considerados culpados no processo e multados. Em Março de 2001, o editor recorreu com sucesso da sua condenação, tendo um juiz de recurso acusado o Procurador-Geral de realizar um ato de censura, sendo decidido que a injunção de 1997 violava a Convenção Europeia dos Direitos Humanos. Em Dezembro de 2002, esta decisão foi anulada na Câmara dos Lordes, com cinco juízes a decidirem que a publicação do artigo de Shayler pelo editor James Steen era de facto considerada uma violação.
Em 24 de abril de 2013, um jantar comemorativo foi realizado pelo Felix Fund, uma instituição de caridade para especialistas em desarmamento de bombas e suas famílias, para marcar os 20 anos do atentado de Bishopsgate.